# Distrito de Acos
El distrito de Acos es uno de los siete distritos de la provincia de Acomayo, ubicada en el departamento de Cuzco, bajo la administración del Gobierno regional del Cuzco. Conocido por su majestuosa Fiesta a la Virgen Natividad de Acos, el 8 de septiembre, aparecida en una piedra donde se construyó su templo. Se sabe también que Acos (antiguo Acobamba) fue el lugar de nacimiento de Tomasa Tito Condemayta, importante precursora de la independencia hispanoamericana.
Conocida también como el Valle Primaveral de las Ñustas, Acos cuenta con destinos turísticos muy importantes que realzan, junto con su historia y papel fundamental en la lucha contra la independencia. La importancia de este distrito en la historia del Perú y de la gallarda provincia de Acomayo a la cual pertenece.
La provincia de Acomayo desde el punto de vista de la jerarquía eclesiástica está comprendida en la Arquidiócesis del Cusco.

## Historia
Oficialmente, el distrito de Acos fue creado el 2 de enero de 1857 mediante Ley dada en el gobierno del Presidente Ramón Castilla.

## Geografía
La capital es el poblado de Acos, situado a 3 096 m s. n. m. recomendado por su clima templado.

## Autoridades

### Municipales
Gestión 2023-2026
- - Alcalde: Larry Patilla Huacac
  - Regidor: Armando Palomino Puma.
  - Regidora: Zulma Figueroa Huanec.
  - Regidor: Regidor Eusebio Taparaco Manol.
  - Regidora: Regidora Evangelina Huaman Mamani
  - Regidor: Regidor José Luis Mellado Huacac.

- 2019 - 2022[2]
  - Alcalde: Leónidas Quispe Ttupa, de Fuerza Inka Amazónica.
  - Regidores:

  1. Rodrigo Villena Escalante (Fuerza Inka Amazónica)
  2. Bernabé Beltrán Quispe Ttupa (Fuerza Inka Amazónica)
  3. Rosalío Salinas Huamán (Fuerza Inka Amazónica)
  4. Lila Peña Villena (Fuerza Inka Amazónica)
  5. Jesús Wilber Ccompara Quispe (Autogobierno Ayllu)

Alcaldes anteriores
- 2011-2014:[3] Edgar Alcca Ccanahuire, del Partido Restauración Nacional (RN).
- 2007-2010: Juan Paulino Rios Burgos.

## Festividades
- Carnavales.
- Fiesta de la Cruz.
- Fiesta de la Virgen Natividad de Acos.